# Audien

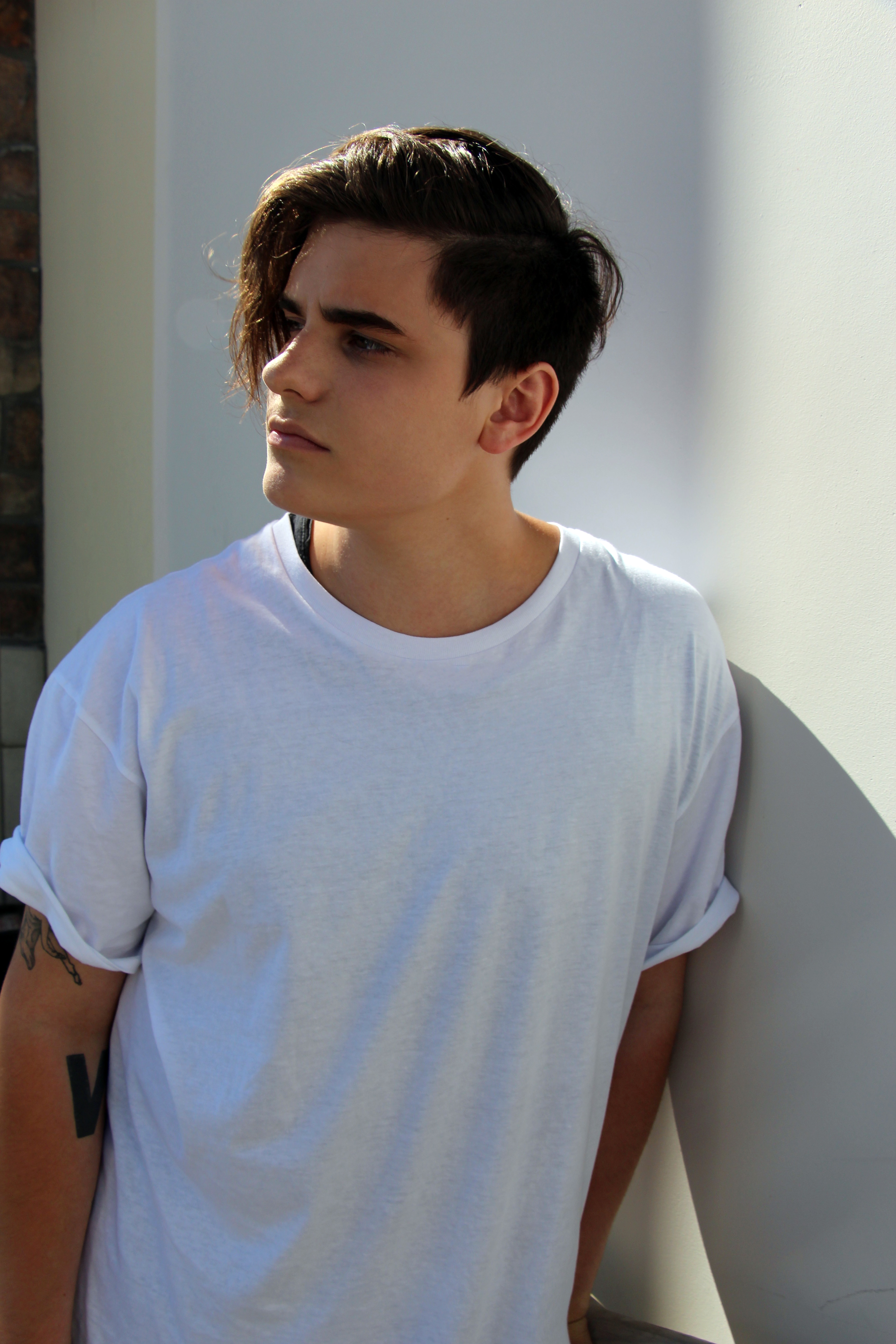
Audien (2016)

Audien (* 11. Januar 1992 in Mystic, Connecticut; eigentlich Nathaniel „Nate“ Rathbun) ist ein US-amerikanischer DJ und Produzent.

## Karriere
Rathbun begann 2008 mit dem Produzieren von Musik. Er produzierte gemeinsam mit einem Freund mit dem Programm „FL Studio“ den Mix „Happy Hardstyle“, eine melodische Hardstyleversion. Später stieg er auf ein anderes Genre und Programm um. Audien ist heute in den Genres Progressive House, Trance und Electro House unterwegs und produziert mit dem Programm „Logic Pro“ von Apple.
Im Januar 2014 stieg seine Single Elysium auf Platz 65 der belgischen Charts in Flandern ein.
Sein bisher größter Erfolg war sein Remix von Bastilles Single Pompeii, der Anfang 2015 für einen Grammy in der Kategorie Best Remixed Recording nominiert wurde.
Am 11. September 2015 erschien Audiens EP Daydreams, die vier Singles enthält.

## Diskografie

### EPs
- 2015: Daydreams

### Singles (Auswahl)
- 2009: Rise & Shine
- 2010: Behind Our Thoughts (feat. Decolita)
- 2011: Daybreak (feat. Griff O’Neill)
- 2011: Someday (feat. Jason van Wyk)
- 2011: Triumph (feat. Norin & Rad)
- 2012: Play Our Lives (feat. Cerf, Mitiska & Jaren)
- 2012: These Are The Days (feat. Ruby Prophet)
- 2013: Leaving You (feat. Michael S)
- 2013: Circles (feat. Ruby Prophet)
- 2014: Elysium
- 2014: Serotonin (feat. Matthew Koma)
- 2015: Insomnia (feat. Parson James)
- 2015: Something Better (feat. Lady Antebellum, US: Gold)[6]
- 2015: Pharaohs (feat. Voyageur)
- 2015: Rooms
- 2015: Monaco (feat. Rumors)

### Remixe (Auswahl)
- 2010: Sticks & Stones (Phillip Alpha & Daniel Kandi)
- 2011: Punk (Ferry Corsten)
- 2011: Medellin (Aly & Fila vs. Activa)
- 2012: Memorize Me (Rune RK & Databoy)
- 2012: As Long As You Love Me (Justin Bieber)
- 2013: Together We Are (Arty feat. Chris James)
- 2013: This Is What It Feels Like (Armin van Buuren feat. Trevor Guthrie)
- 2014: Pompeii (Bastille)
- 2014: Revolution (R3hab & NERVO & Ummet Ozcan)
- 2014: Slave to the Rhythm (Michael Jackson)
- 2016: Adventure Of A Lifetime (Coldplay)
- 2016: Colors (Halsey)